# Sphenotoma dracophylloides
Sphenotoma dracophylloides är en ljungväxtart som beskrevs av Otto Wilhelm Sonder. Sphenotoma dracophylloides ingår i släktet Sphenotoma och familjen ljungväxter. Inga underarter finns listade i Catalogue of Life.